# Citadel LLC
Citadel LLC, es un fondo de activos con sede en Chicago, Illinois fundado en 1990 por Kenneth C. Griffin. La empresa invierte capital a través de múltiples estrategias. Las principales actividades de Citadel LLC incluyen las llamadas equity y opciones sobre activos. Citadel es la undécima mayor administradora de fondos y de hedge funds en el mundo. 

## Historia
Fundado en 1990 por Kenneth C. Griffin, la empresa despliega capital a través de clases de ventaja múltiple y estrategias. Las actividades principales de Citadel también incluyen equidad y mercado de opciones.  Citadel está entre las empresas más grandes para practicar flujo de orden internalization, el cual cuenta para una cantidad significativa de sus ingresos. Citadel es el undécimo seto más grande director de fondo en el mundo, y el segundo más grande multi-director de fondo de seto de estrategia en el mundo.

## Cronología reciente
- 2012: Citadel se hace con el 6,3% de Abercrombie.[5]
- 2015: Ben Bernanke ficha como directivo de Citadel.[6]

## Segmentos de negocio
En febrero de 2015, Citadel cuenta con cerca de 27.000 millones de dólares en capital bajo gestión y es uno de los gestores de activos alternativos más grandes del mundo. Su gestión de activos alternativos utiliza cinco estrategias principales que incluyen acciones, materias primas, renta fija, estrategias cuantitativas y de crédito.

### Fondos de inversiones
Fondos más grandes de la Citadel son los fondos de Kensington y Wellington.
En 2011, los fondos guinda a dos años de sólidos retornos de 2009 y 2010 por el cruce de sus marcas de crecida con ganancias de más del 20 por ciento, superando el promedio de la industria de las pérdidas del 5 por ciento Kensington y Wellington registró ganancias de alrededor del 25 por ciento en 2012 , completar su recuperación de la crisis financiera 

### Citadel Valores
Citadel Valores fue creada en 2002 y es uno de los fondos propios minorista líder del mercado de capitales y opciones en EE. UU. La unidad consta de una plataforma de ventas y comercio, junto con una franquicia de creación de mercado. Citadel Securities ofrece servicios tanto a clientes minoristas e institucionales a través de Servicios de Ejecución de la Citadel (CES) y al por menor CES Institucional. 
Citadel Valores mueve aproximadamente el 13 por ciento del volumen consolidado de renta variable de Estados Unidos y el 20 por ciento del volumen de opciones sobre renta variable.  Citadel Valores tiene una cartera de 7.000 títulos que cotizan en Estados Unidos y más de 18.000 títulos de venta libre en todo el mundo. CES accede al mercado en más de 30 países.

### Citadel Technology
Citadel Technology, creada en 2009, es una filial que opera independientemente de Citadel.  Ofrece la tecnología de gestión de inversiones, desarrollado una amplia gama de servicios para empresas y fondos. En 2013, Citadel Tecnología anunció una alianza con REDI. La asociación combina el sistema de gestión de pedidos de Citadel (OMS) con la ejecución de los mismos por REDI (EMS). 